# 阿卡夏特伏擊
阿卡夏特伏击（Akashat ambush）是一起发生于2013年3月4日的伏击行动。该行动经过精心策划，针对的是一群伊拉克军队所护卫的叙利亚政府军车队。伏击发生在伊拉克安巴尔省阿卡夏特附近。伊拉克伊斯兰国于3月11日承认此起突袭行动由该组织发起。

## 序幕
在3月1日，根据一名负责叙伊边境北部Yaarubiyeh过境通道的叙利亚军官的报告，一名自称是一支伊斯兰武装派别的领导人，要求该官员和他的部下在规定的期限内投降。这名军官拒绝投降，并且在边境哨卡苦苦挣扎。虽然该通道是叙伊边境上三个主要过境通道之一，但是总共只有70名政府军驻扎。这70名政府军遭到猛烈攻击，其中6人在战斗中丧生。这名军官说进攻迫使他和部下逃到伊拉克边境。
这剩余的64人被伊拉克当局扣留，并被送到巴格达。之后从巴格达通过位于伊拉克安巴尔省的al-Waleed过境通道遣返回叙利亚。

## 伏击经过
伏击发生在3月4日，当时车队载着这些叙政府军，正行驶在伊拉克西部尼尼微省，准备驶往al-Waleed过境通道。在行驶过程中，一群来路不明的武装分子使用路边炸弹、自动步枪和火箭弹发动了一次精心策划的伏击，并且从道路两边攻击车队。一名幸存下来的军官说他们遭到多个路边炸弹袭击，而武装分子从路边的小山后向车队开火，并向载有叙利亚政府军的卡车密集开火。总共有51名叙政府军丧生，10人受伤。13名护卫的伊拉克士兵也在战斗中丧生。

## 袭击发动者
袭击者的身份起初无法识别，但伊拉克官员起初指责是伊拉克自由军（Free Iraqi Army）。该组织以逊尼派为主导，并且和叙利亚反对派组织叙利亚自由军有关联。这次袭击也增加了人们对伊拉克也被卷入叙利亚内战的担心。
3月11日，伊拉克伊斯兰国在一份发布于网上的声明中宣称对这次袭击负责，并声称他们在通往叙利亚边境的道路上设伏并彻底消灭了车队。在声明中该组织把这支车队称为“一隊萨菲王朝的军队”；萨菲王朝是指从1501年到1736年期间統治伊朗的一个什叶派占主导的波斯王朝。该组织还声称叙利亚军队出现在伊拉克表明叙利亚和伊拉克当局政府之间存在紧密的合作关系。